# Crowle and Ealand
Crowle är en civil parish i North Lincolnshire i Storbritannien. Den ligger i grevskapet Lincolnshire och riksdelen England, i den sydöstra delen av landet, 240 km norr om huvudstaden London. Parish har 4 828 invånare (2011).
Den består av orterna Crowle och Ealand.